# لاک‌پشت حاکم
لاک‌پشت حاکم یا آرکلون (نام علمی: Archelon) نام یک سرده از راسته لاک‌پشت است.
Archelon یک لاک پشت دریایی منقرض شده از کرتاسه آخر است و بزرگترین لاک پشتی است که تاکنون به ثبت رسیده‌است و بزرگترین نمونه آن به ابعاد ۴۶۰ سانتی‌متر (۱۵ فوت) از سر تا دم، ۴۰۰ سانتی‌متر (۱۳ فوت) از باله تا باله دیگر و ۲۲۰۰ کیلوگرم (۴ هزار و ۹۰۰ پوند) وزن. این فقط از شیل داکوتا پیر شناخته شده‌است (پیر شیل / Pʃr ʃeɪl / یک سازند زمین‌شناسی یا سری در کرتاسه فوقانی است که در شرق کوه‌های راکی در دشت‌های بزرگ، از دره پمبینا در کانادا تا نیومکزیکو رخ می‌دهد(
و فقط دارای یک گونه به نام، ischyros است.